# 킬링 벡터장
리만 기하학에서 킬링 벡터장(Killing vector場, 영어: Killing vector field)은 주어진 리만 다양체의 등거리 변환의 무한소 생성원인 벡터장이다.:214, 부록 C 즉, 리만 다양체의 대칭을 나타낸다. 킬링 벡터들은 리 대수를 이루며, 이는 다양체의 등거리 변환군의 리 대수로 생각할 수 있다.

## 정의

### 킬링 벡터장
일반화 리만 다양체 {\displaystyle (M,g)}이 주어졌다고 하자. 그렇다면, 임의의 벡터장 {\displaystyle X\in \Gamma (\mathrm {T} M)}에 대하여, 리 미분
{\displaystyle {\mathcal {L}}_{X}g}
을 정의할 수 있다. 이는 (0,2)-텐서장들의 벡터 공간 위의 선형 변환을 정의한다.
만약
{\displaystyle {\mathcal {L}}_{X}g=0}
이 성립한다면, {\displaystyle X}를 {\displaystyle (M,g)}의 킬링 벡터장 {\displaystyle X\in \Gamma (\mathrm {T} M)}이라고 한다. 보다 추상적으로, 킬링 벡터장들의 벡터 공간은 선형 변환
{\displaystyle X\mapsto {\mathcal {L}}_{X}g}
의 핵이다. 즉, 두 킬링 벡터장들의 합은 킬링 벡터장이며, 킬링 벡터장들의 상수 스칼라와의 곱 역시 킬링 벡터장이다.
{\displaystyle {\mathcal {L}}_{X}g=0}을 국소 좌표계로 쓰면 다음과 같다.:§3.3, (3.10)
{\displaystyle \nabla _{(\mu }X_{\nu )}=0}
여기서 {\displaystyle \nabla }는 공변 미분이다. 즉, 킬링 벡터장의 조건은 공변 상수 벡터장의 조건({\displaystyle \nabla _{\mu }X_{\nu }=0})을 약화시킨 것이다.
{\displaystyle (M,g)}의 등거리 변환들은 (유한 차원) 리 군
{\displaystyle \operatorname {Isom} (M,g)=\{f\in {\mathcal {C}}^{\infty }(M;M)\colon f^{*}g=g\}}
을 이루며, 킬링 벡터장들은 등거리 변환군의 리 대수 {\displaystyle {\mathfrak {isom}}(M,g)}를 이룬다.

### 킬링 지평선
일반화 리만 다양체 {\displaystyle (M,g)}의 킬링 벡터장 {\displaystyle X}가 주어졌을 때, 부분 집합 {\displaystyle \{x\in M\colon g(X,X)|_{x}=0\}}을 {\displaystyle X}의 킬링 지평선(Killing地平線, 영어: Killing horizon)이라고 한다.:§3.3 이는 일반적으로 특이점을 가져 다양체가 아닐 수 있다.

## 성질
정의에 따라, 모든 킬링 벡터장은 등각 벡터장이다.

### 리 대수 구조
일반화 리만 다양체 {\displaystyle (M,g)}의 킬링 벡터장들의 벡터 공간은 리 대수를 이룬다. 즉, 두 킬링 벡터장의 리 괄호 역시 킬링 벡터장이다. 같은 차원과 부호수를 갖는 두 일반화 리만 다양체 {\displaystyle (M,g)}, {\displaystyle (M',g')}에 대하여, 표준적으로
{\displaystyle {\mathfrak {isom}}(M\sqcup M',g\sqcup g')\cong {\mathfrak {isom}}(M,g)\oplus {\mathfrak {isom}}(M',g')}
이다.
{\displaystyle k}개의 연결 성분을 갖는, {\displaystyle n}차원의 일반화 리만 다양체의 킬링 리 대수의 차원은 {\displaystyle kn(n+1)/2} 이하이다.:443, §C.3 (이 상한은 예를 들어 유클리드 공간·초구·쌍곡 공간·민코프스키 공간·더 시터르 공간·반 더 시터르 공간 및 이들의 분리합집합에 의하여 포화된다.)

### 위상 수학적 성질
콤팩트 리만 다양체 {\displaystyle (M,g)}에 대하여, 다음이 성립한다.
- 만약 {\displaystyle M}의 리치 곡률 텐서가 음의 정부호 이차 형식이라면, 킬링 벡터장은 0 밖에 없다.
- 만약 모든 단면 곡률이 양수이며, {\displaystyle M}의 차원이 짝수라면, 모든 킬링 벡터장은 항상 0을 갖는다. (즉, 임의의 킬링 벡터장 {\displaystyle X}에 대하여, {\displaystyle X|_{x}=0\in \mathrm {T} _{x}M}인 {\displaystyle x\in M}이 존재한다.

### 조화 함수와의 관계
일반화 리만 다양체 {\displaystyle (M,g)}의 킬링 벡터장 {\displaystyle X}의 발산은 0이다.
{\displaystyle \nabla \cdot X=0}
{\displaystyle X}의 2차 공변 미분은 다음과 같이 리만 곡률 텐서에 비례한다.:442, (C.3.6)
{\displaystyle \nabla _{\mu }\nabla _{\nu }X_{\rho }=R_{\rho \nu \mu \sigma }X^{\sigma }}
특히, {\displaystyle X}의 라플라스-벨트라미 연산자는 다음과 같이 리치 곡률 텐서에 비례한다.:443, (C.3.9)
{\displaystyle \nabla ^{2}X_{\mu }=-R_{\mu \nu }X^{\nu }}
특히, 아인슈타인 방정식의 진공해의 경우 {\displaystyle R_{\mu \nu }=0}이며, {\displaystyle X_{\mu }}의 라플라스-벨트라미 연산자는 0이다. 물리학적으로, 이는 {\displaystyle X_{\mu }}가 진공 맥스웰 방정식을 만족시키는 것을 의미하며, 또한 {\displaystyle X_{\mu }}는 로렌츠 게이지 조건 {\displaystyle \nabla \cdot X=0} 역시 자동적으로 만족시킨다. 이 사실을 통해 아인슈타인-맥스웰 계의 일부 해를 구할 수 있다.

### 측지선에 대한 물리량의 보존
일반화 리만 다양체 {\displaystyle (M,g)}의 킬링 벡터장 {\displaystyle X}와 측지선
{\displaystyle \gamma \colon \mathbb {R} \to M}
{\displaystyle \gamma \colon t\mapsto \gamma (t)}
이 주어졌다고 하자. 그렇다면, 다음이 성립한다.
{\displaystyle {\frac {\mathrm {d} }{\mathrm {d} t}}g(X|_{\gamma (t)},{\dot {\gamma }}(t))=0\qquad \forall t\in \mathbb {R} }
즉, 킬링 벡터장 {\displaystyle X}가 주어졌을 때, 속력과 킬링 벡터장의 내적 {\displaystyle g(X,{\dot {\gamma }})}는 측지선을 따라 변하지 않는 물리량이다.
마찬가지로, 일반 상대성 이론에서는 뇌터 정리에 따라 각 킬링 벡터장에 대응하는 보존 법칙이 존재한다. 구체적으로, 에너지-운동량 텐서 {\displaystyle T_{\mu \nu }=(R_{\mu \nu }-Rg_{\mu \nu }/2)/(8\pi G)}를 생각할 때,
{\displaystyle \nabla _{\mu }T^{\mu \nu }=0}
{\displaystyle T^{\mu \nu }=T^{\nu \mu }}
이므로, 임의의 벡터장 {\displaystyle X^{\mu }}에 대하여
{\displaystyle \nabla _{\mu }(T^{\mu \nu }X_{\nu })=T^{\mu \nu }\nabla _{\mu }X_{\nu }={\frac {1}{2}}T^{\mu \nu }\left(\nabla _{\mu }X_{\nu }+\nabla _{\nu }X_{\mu }\right)}
이다. 따라서, 만약 {\displaystyle X^{\mu }}가 킬링 벡터장이라면 {\displaystyle T^{\mu \nu }X_{\nu }}는 공변 보존류이다.

### 표면 중력
킬링 지평선의 경우, 대응하는 표면 중력을 정의할 수 있다.
구체적으로, 일반화 리만 다양체 {\displaystyle (M,g)}의 킬링 벡터장 {\displaystyle X}가 주어졌을 때, 항상 다음 조건을 만족시키는 함수
{\displaystyle \kappa \colon \{x\in M\colon g(X,X)|_{x}=0\}\to \mathbb {R} }
가 존재하며, 이 {\displaystyle \kappa }를 킬링 지평선 {\displaystyle \{x\in M\colon g(X,X)|_{x}=0\}}의 표면 중력이라고 한다.
{\displaystyle \partial _{\mu }\left(g(X,X)\right)=-2\kappa g_{\mu \nu }X^{\nu }}
이 등식은 다음과 같이 쓸 수도 있다.
{\displaystyle X^{\mu }\nabla _{\mu }X^{\nu }=\kappa X^{\nu }}
위 등식의 좌변은 일종의 "가속도"이므로, {\displaystyle \kappa }를 일종의 "중력장"으로 해석할 수 있다.
일부 경우, {\displaystyle \kappa }는 사실 킬링 지평선 위의 상수 함수임을 보일 수 있다.:§3.3
- 킬링 지평선이 (민코프스키 공간의 {\displaystyle x\partial _{t}+t\partial _{x}}와 같이) 서로 교차하는 두 잎으로 구성되어 있을 때
- 우세 에너지 조건이 성립할 경우

### 킬링 지평선 근처의 기하
{\displaystyle d+1}차원 로런츠 다양체 {\displaystyle (M,g)}의 킬링 벡터장 {\displaystyle X}가 주어졌다고 하자. 또한, {\displaystyle X}가 {\displaystyle U\subseteq M}에서 시간꼴 벡터장이라고 하자 (즉, {\displaystyle g(X,X)|_{x}<0\qquad \forall x\in U}). 그렇다면, 다음과 같은 꼴의 국소 좌표계 {\displaystyle (t,x^{i})}를 정의할 수 있다.
{\displaystyle \mathrm {d} s^{2}=-f(x)^{2}(\mathrm {d} t+\theta _{i}(x)\mathrm {d} x^{i})^{2}+h_{ij}(x)\,\mathrm {d} x^{i}\,\mathrm {d} x^{j}}
여기서 {\displaystyle h_{ij}}는 양의 정부호 이차 형식이며, {\displaystyle i,j\in \{1,2,\dots ,d\}}이며, 또한 {\displaystyle f}와 {\displaystyle \theta _{i}}와 {\displaystyle h_{ij}}는 {\displaystyle (x^{1},\dots ,x^{d})}에만 의존하고, {\displaystyle t}에 의존하지 않는다. 이 경우, {\displaystyle h_{ij}}를 궤도 공간 계량(軌道空間計量, 영어: orbit-space metric)이라고 한다.

## 일반화
킬링 벡터장의 개념을, 접다발 대신 다른 벡터 다발의 단면에 대하여 일반화할 수 있다.

### 킬링 텐서장과 킬링 스피너장
유사하게 킬링 텐서 및 킬링 스피너장을 정의할 수 있다. 예를 들어, 킬링 2-텐서장 {\displaystyle T}는 다음을 만족한다.
{\displaystyle {\mathcal {L}}_{X}T=0}
{\displaystyle \nabla _{(\mu }T_{\nu \rho )}=0}

### 정칙 킬링 벡터장
켈러 다양체는 리만 구조와 더불어 복소 구조를 갖춘다. 따라서, 켈러 다양체의 대칭은 복소 구조를 보존시키는 특수한 킬링 벡터장에 의하여 주어진다. 이를 정칙 킬링 벡터장(正則Killing vector場, 영어: holomorphic Killing vector field)라고 한다.:239–244:266–270 켈러 다양체의 접다발 {\displaystyle TM^{\mathbb {C} }}은 정칙적 부분 {\displaystyle T^{+}M}과 반정칙적 부분 {\displaystyle T^{-}M}으로 나뉜다. 정칙 킬링 벡터장은 {\displaystyle T^{+}M}의 단면이다.
{\displaystyle X^{i}}가 켈러 다양체 {\displaystyle (M,g_{i{\bar {\jmath }}})} 위의 정칙 킬링 벡터장이라고 하자. 그렇다면 킬링 방정식은 다음과 같다.
{\displaystyle \nabla _{i}X^{k}g_{k{\bar {\jmath }}}+{\bar {\nabla }}_{\bar {\jmath }}{\bar {X}}^{\bar {k}}g_{{\bar {k}}i}=0}
이에 따라, {\displaystyle X}는 국소적으로 다음과 같이 나타낼 수 있다.
{\displaystyle X^{i}=-ig^{i{\bar {\jmath }}}{\bar {\partial }}_{\bar {\jmath }}D(z,{\bar {z}})}
{\displaystyle {\bar {X}}^{\bar {\imath }}=ig^{j{\bar {\imath }}}\partial _{j}D(z,{\bar {z}})}
여기서 {\displaystyle D(z,{\bar {z}})}는 킬링 퍼텐셜(영어: Killing potential)이라고 불리는, 국소적으로 정의된 실수 함수다. 이는 운동량 사상의 한 예로 볼 수 있다.

## 예
공변 상수 벡터장 (즉, {\displaystyle \nabla _{\mu }X^{\nu }=0}인 벡터장 {\displaystyle X})은 정의에 따라 킬링 벡터장이다.
일반화 리만 다양체 {\displaystyle (M,g)}의 킬링 벡터장 {\displaystyle X} 및 국소 좌표계 {\displaystyle (x^{1},\dots ,x^{n})}이 주어졌으며, 계량 텐서 {\displaystyle g_{\mu \nu }}의 성분이 {\displaystyle x^{1}}에 의존하지 않는다고 하자.
{\displaystyle {\frac {\partial }{\partial x^{1}}}g_{\mu \nu }=0\qquad \forall \mu ,\nu \in \{1,\dots ,n\}}
그렇다면, 벡터장
{\displaystyle {\frac {\partial }{\partial x^{1}}}}
은 킬링 벡터장이다.

### 슈바르츠실트 계량
{\displaystyle D}차원 시공간의 슈바르츠실트 계량
{\displaystyle \mathrm {d} s^{2}=-\left(1-(r_{0}/r)^{D-3}\right)dt^{2}+\left(1-(r_{0}/r)^{D-3}\right)^{-1}\,\mathrm {d} r^{2}+r^{2}\,\mathrm {d} \Omega _{D-2}^{2}}
에서, {\displaystyle \partial /\partial t}는 킬링 벡터이며, 이는 시간 변화에 대한 대칭에 대응한다. 이에 대한 킬링 벡터는
{\displaystyle g_{tt}=-1+(r_{0}/r)^{D-3}=0}
이 되는 곳, 즉 {\displaystyle r=r_{0}}이며, 이는 (일반) 사건 지평선과 일치한다.
이 밖에도, 슈바르츠실트 계량은 {\displaystyle \mathrm {SO} (D-1)} 대칭에 대응하는 킬링 벡터들을 갖는다.

### 커 계량
마찬가지로, 3+1차원 커 계량
{\displaystyle \mathrm {d} s^{2}=-\left(1-{\frac {r_{0}r}{\rho ^{2}}}\right)\mathrm {d} t^{2}+{\frac {\rho ^{2}\,\mathrm {d} r^{2}}{r^{2}-r_{0}r+\alpha ^{2}}}+\rho ^{2}\,\mathrm {d} \theta ^{2}+\left(r^{2}+\alpha ^{2}+{\frac {r_{0}r\alpha ^{2}}{\rho ^{2}}}\sin ^{2}\theta \right)\sin ^{2}\theta \,\mathrm {d} \phi ^{2}+{\frac {2r_{0}r\alpha \sin ^{2}\theta }{\rho ^{2}}}\,\mathrm {d} t\,\mathrm {d} \phi }
{\displaystyle \rho ^{2}=r^{2}+\alpha ^{2}\cos ^{2}\theta }
은 두 킬링 벡터
{\displaystyle {\frac {\partial }{\partial t}}}
{\displaystyle {\frac {\partial }{\partial \phi }}}
를 가지며, 이는 각각 시간 변화에 대한 대칭과 블랙홀의 회전에 대한 대칭에 대응한다.
전자에 대응하는 킬링 지평선은
{\displaystyle rr_{0}=\rho ^{2}}
의 두 해에 위치한다. 이는 2차 방정식이므로 두 해를 갖는데, 더 안쪽의 킬링 지평선은 사건 지평선이며, 더 바깥쪽의 킬링 지평선은 작용권의 경계이다.

### 민코프스키 공간
2차원 민코프스키 공간
{\displaystyle \mathbb {R} ^{1,1}=\{(t,x)\}}
{\displaystyle \mathrm {d} s^{2}=-\mathrm {d} t^{2}+\mathrm {d} x^{2}}
에서, 킬링 벡터장
{\displaystyle X=x\partial _{t}+t\partial _{x}}
를 생각하자.:(3.11) 이는
{\displaystyle \nabla _{i}X_{j}={\begin{pmatrix}0&1\\-1&0\end{pmatrix}}}
이므로 킬링 벡터장을 이룬다. 이 경우, 킬링 지평선은
{\displaystyle \{(t,x)\in \mathbb {R} ^{2}\colon x=\pm t\}}
인데, 이는 {\displaystyle x=t=0}에서 매끄럽지 않다.

## 역사
빌헬름 킬링이 1892년에 도입하였다.:167, §10
킬링은 킬링 벡터장의 조건에 대하여 특별한 이름을 붙이지 않았으나, 이후 1926년 저서에서 루서 팔러 아이전하트(영어: Luther Pfahler Eisenhart, 1876~1965)가 이 조건을 "킬링 방정식"(영어: equations of Killing)이라고 지칭하였다.:234, (70.2)

## 같이 보기
- 킬링 형식